# Euphaedra phaethusa
Euphaedra phaethusa är en fjärilsart som beskrevs av Butler 1865. Euphaedra phaethusa ingår i släktet Euphaedra och familjen praktfjärilar. Inga underarter finns listade i Catalogue of Life.